# Linare FC
El Linare FC es un equipo de fútbol de Lesoto que juega en la Primera División de Lesoto, la liga de fútbol más importante del país.

## Historia
Fue fundado en el año 1931 en la ciudad de Leribe y es uno de los equipos más ganadores del país, ya que contabiliza 3 títulos de liga y 2 títulos de copa nacional.
A nivel internacional es uno de los equipos de Lesoto con más apariciones, ya que han estado en 8 torneos continentales, en los cuales nunca han podido superar una ronda.

## Palmarés
- Primera División de Lesoto: 3

1973, 1979, 1980
- Copa de Lesoto: 2

1983, 1999

## Participación en competiciones de la CAF
| Temporada | Torneo                            | Ronda      | Club                  | Casa | Visita | Global |
| --------- | --------------------------------- | ---------- | --------------------- | ---- | ------ | ------ |
| 1974      | Copa Africana de Clubes Campeones | 1          | Simba SC              | 1-2  | 1-3    | 2-5    |
| 1980      | Copa Africana de Clubes Campeones | 1          | Simba SC              | 2-1  | 0-3    | 2-4    |
| 1981      | Copa Africana de Clubes Campeones | 1          | Dynamos FC            | 1-1  | 0-5    | 1-6    |
| 1984      | Recopa Africana                   | 1          | Red Arrows FC         | 1-3  | 1-9    | 2-12   |
| 1992      | Copa CAF                          | 1          | Ferroviário Maputo    | 0-0  | 0-4    | 0-4    |
| 1993      | Copa CAF                          | Preliminar | Young Ones FC         | 1-1  | 2-4    | 3-5    |
| 1994      | Copa CAF                          | Preliminar | CS Saint-Denis        | 0-2  | 0-1    | 0-3    |
| 2000      | Recopa Africana                   | Preliminar | Mogoditshane Fighters | 0-0  | 0-1    | 0-1    |